# Anthems (album Laibach)
Anthems (ang. Hymny) – dwupłytowe kompilacyjne wydawnictwo płytowe zespołu Laibach, które ukazało się 4 czerwca 2004 i zawiera remixy najpopularniejszych, najbardziej "hymnowych" utworów zespołu. Zwykle są to remiksy wydane po raz pierwszy, wcześniej nigdzie nie dostępne. Wydawnictwo zawiera także jeden nowy utwór – jest to cover "Mama Leone" Bino. Wydawnictwo zawiera również 40. stronicową książeczkę ze zdjęciami i tekstami o zespole.

## Lista utworów

### CD1
1. "Das Spiel Ist Aus" – 3:18
2. "Tanz Mit Laibach" – 4:17
3. "Final Countdown" – 5:39
4. "Alle Gegen Alle" – 3:52
5. "Wirtschaft Ist Tot" – 3:45
6. "God Is God" – 3:42
7. "In The Army Now" – 4:31
8. "Get Back" – 4:22
9. "Sympathy For The devil" – 5:34
10. "Leben Heisst Leben" – 5:26
11. "Geburt Einer Nation" – 4:21
12. "Opus Dei" – 5:01
13. "Die Liebe" – 3:52
14. "Panorama" – 4:52
15. "Država" – 4:19
16. "Brat Moj" – 6:02
17. "Mama Leone" – 4:51

### CD2
1. "Das Spiel Ist Aus" – Ouroborots Mix – 4:05
2. "Liewerk" – 3 Oktober Kraftbach Mix – 4:21
3. "Wir Tanzen Ado Hinkel" – Zeta Riticula Mix – 5:39
4. "Final Countdown" – Beyond The Infinite Juno Reactor Mix – 7:37
5. "God Is God" – Optical Mix – 5:44
6. "War" – Ultraviolence Meets Hitman Mix – 6:19
7. "God Is God" – Diabolig Mix – 3:36
8. "Final Countdown" – Mark Stent Alternate Mix – 5:48
9. "Wirtschaft Ist Tot" – Late Night Mix – 5:22
10. "Jesus Christ Superstar" – Random Loic Mix – 6:22
11. "11. Wirtschaft" – R. Hawtin Hardcore Noise Mix – 5:18
12. "Brat Moj" – Random Logic Mix – 5:09
13. "Smrt Za Smrt" – Octex Mix – 7:02
14. "Wat" – iTURK Mix – 5:29